# 紀元前301年
紀元前301年（きげんぜん301ねん）は、ローマ暦の年である。
当時は、「コルウスが独裁官の年」（ローマ建国紀元453年）とも呼ばれた。紀元前301年という命名は、キリスト紀元の紀年法がヨーロッパで一般化した中世から使われ始めた。

## 他の紀年法
- 干支 : 庚申
- 日本
  - 皇紀360年
  - 孝安天皇92年
- 中国
  - 周 - 赧王14年
  - 秦 - 昭襄王6年
  - 楚 - 懐王28年
  - 斉 - 宣王19年
  - 燕 - 昭王11年
  - 趙 - 武霊王25年
  - 魏 - 襄王18年
  - 韓 - 襄王11年
- 朝鮮
  - 檀紀2033年
- ベトナム :
- 仏滅紀元 : 244年
- ユダヤ暦 :

## できごと

### 小アジア
- フリギアのイプソスの戦いで、シリア、小アジア、フェニキア、ユダヤの支配者アンティゴノス1世と息子のデメトリオス1世の軍は、リュシマコスとセレウコス1世の軍に敗れた。アンティゴノス1世は、戦争中に死亡した[1]。
- アンティゴノスの敗戦と死により、カッサンドロスによるマケドニア王国の支配が確立した。この勝利により、リュシマコスは小アジアの大部分を自身の領土とし、セレウコスはシリアの大部分を領有することになった。しかし、デメトリオス1世は、ギリシアに拠点を残した[1]。

### セレウコス朝
- シリアの南部はプトレマイオス1世に占領された。

### 中国
- 秦軍が韓の穣を奪った。
- 蜀の蜀侯惲が秦に叛いたため、秦の司馬錯がこれを攻撃して殺害した。
- 秦の庶長の奐（姓は不明）が韓・魏・斉の軍と連合して楚軍を重丘で撃破し、楚将の唐眜を戦死させた。
- 趙の武霊王が中山国を攻撃し、中山君は斉に亡命した。

## 死去
- アンティゴノス1世:マケドニアの将軍（紀元前382年生）
- 宣王:斉の王